# Donauspital (métro de Vienne)
Donauspital (en allemand : U-Bahn-Station Donauspital) est une station de la ligne U2 du métro de Vienne. Elle est située le long de la Langobardenstraße, sur le territoire du XXIIe arrondissement Donaustadt, à Vienne en Autriche. Elle dessert notamment la clinique Donaustadt (de).
Mise en service en 2010, elle est desservie par les rames de la ligne U2 du métro de Vienne, qui depuis le 28 mai 2021 ont pour terminus ouest provisoire Schottentor, avant l'ouverture du prolongement de la ligne prévu de 2028 à 2032. Elle est en correspondance avec la ligne 25 du tramway de Vienne.

## Situation sur le réseau

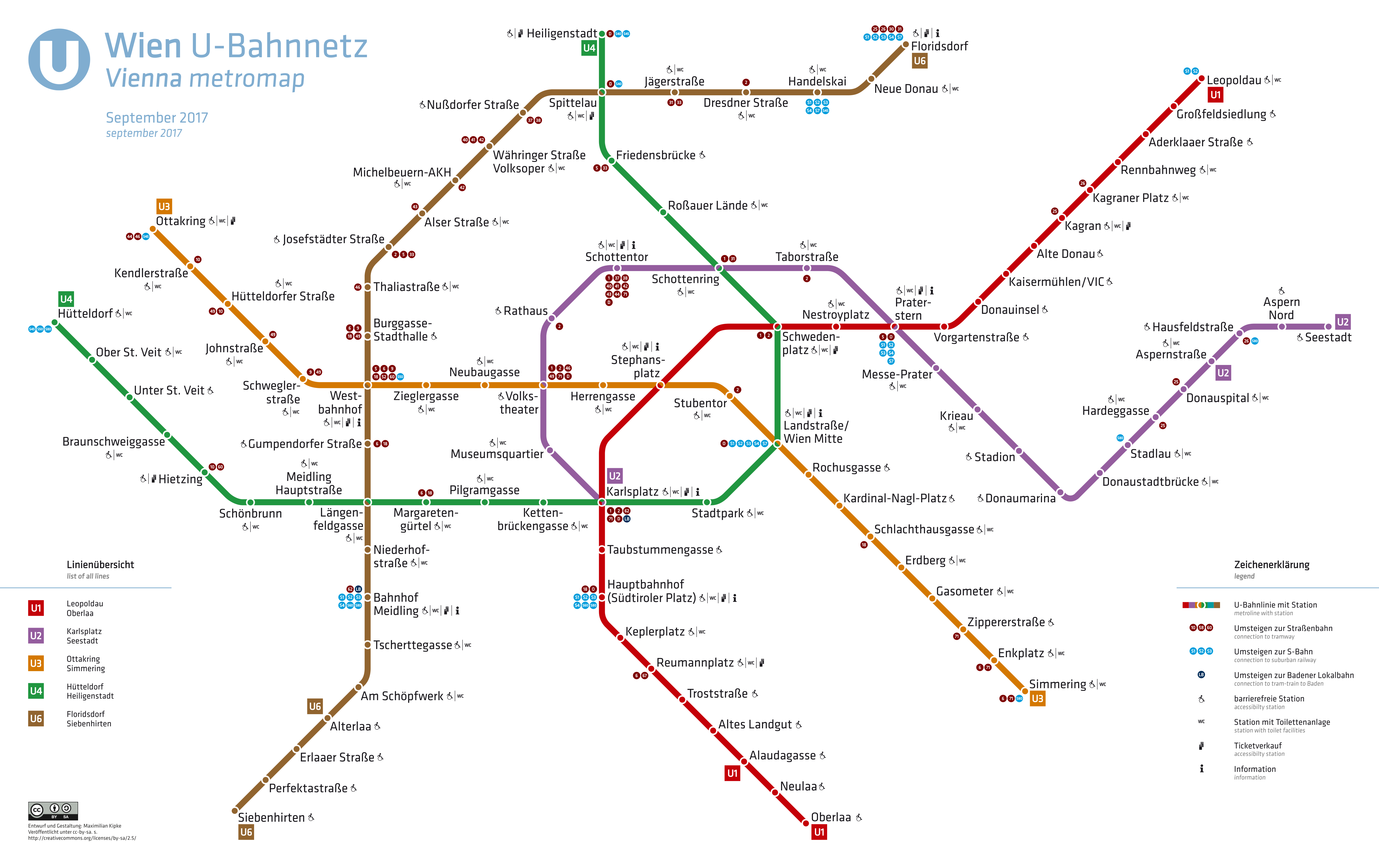
Plan du métro (2017).

Établie en aérien, Donauspital est une station de passage de la ligne U2 du métro de Vienne : elle est située entre la station Aspernstrasse, en direction du terminus est Seestadt, et la station Hardeggasse, en direction du terminus ouest Schottentor. 
Elle dispose d'un quai central encadré par les deux voies de la ligne.

## Histoire
La station Donauspital est mise en service le 2 octobre 2010, lors de l'ouverture à l'exploitation du prolongement de Stadion à Aspernstrasse.
Le 28 mai 2021, la ligne est modifiée, son terminus est reste Seestadt mais son terminus ouest devient provisoirement Schottentor, après la fermeture pour travaux de la section de Schottentor à Karlsplatz. Ceci ayant lieu dans le cadre du réaménagement de cette portion de ligne et des stations pour son intégration dans la nouvelle ligne U5 automatique et la construction d'un nouveau prolongement de la ligne U2 dont l'ouverture programmée s'échelonne de 2028 à 2032,.

## Services aux voyageurs

### Accès et accueil
La station aérienne dispose au niveau du sol d'un hall à l'ouest, avec deux accès et un hall à l'est avec un accès. Pour l'accessibilité des personnes à la mobilité réduite les accès sont sans marches et chaque hall dispose d'un ascenseur pour faire la liaison avec le quai situé au-dessus (voir plan ci-dessous).

Installations
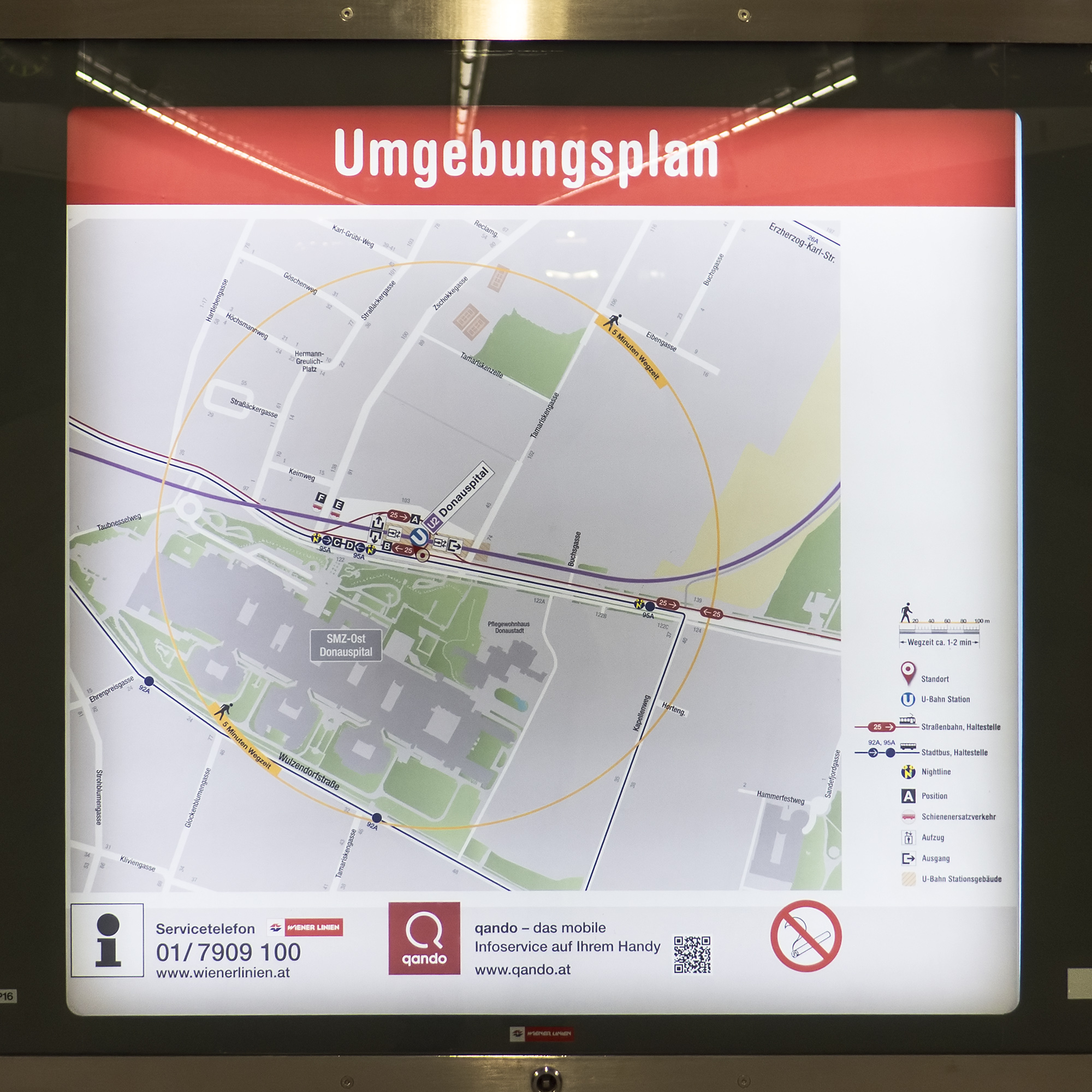
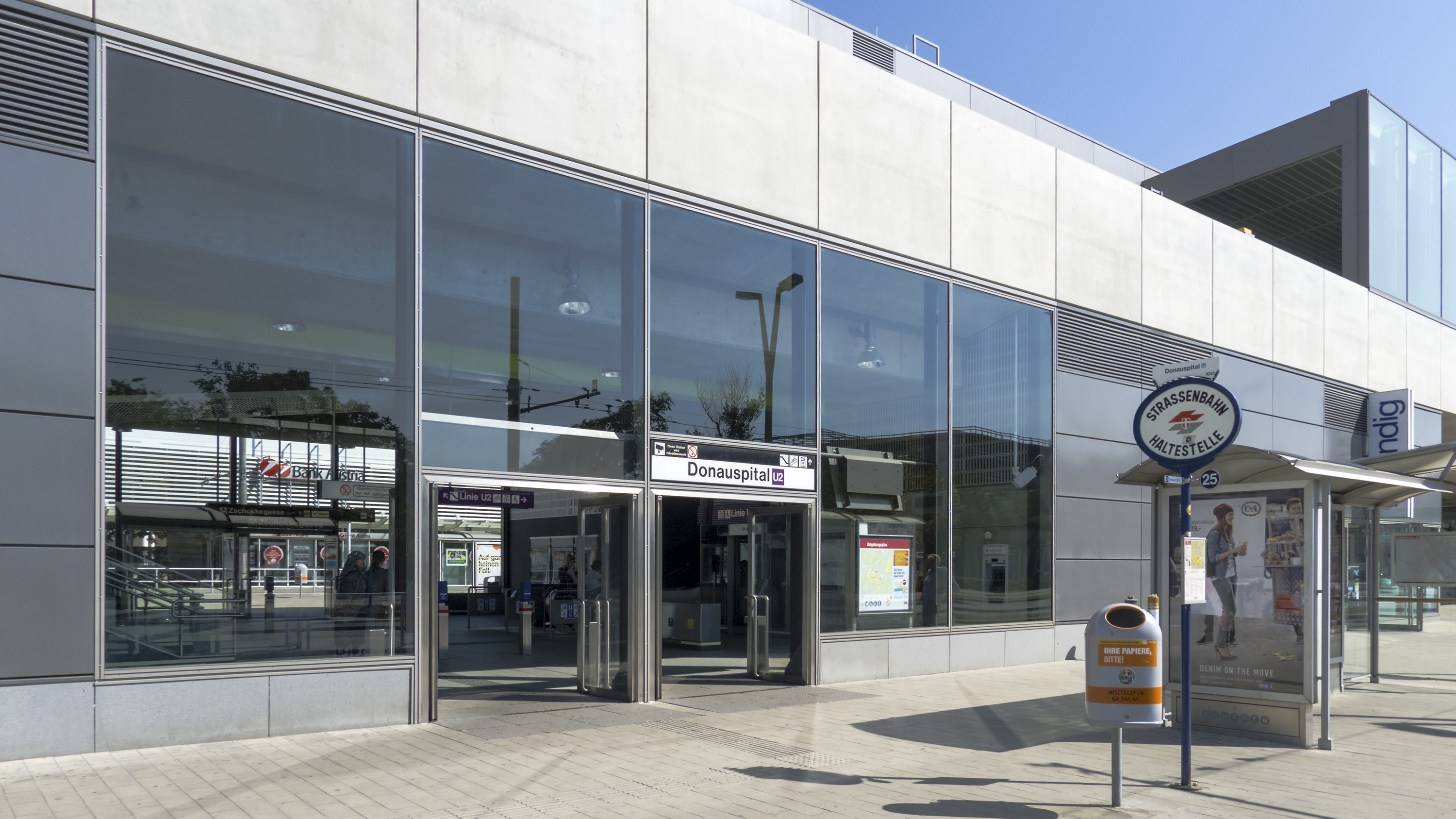
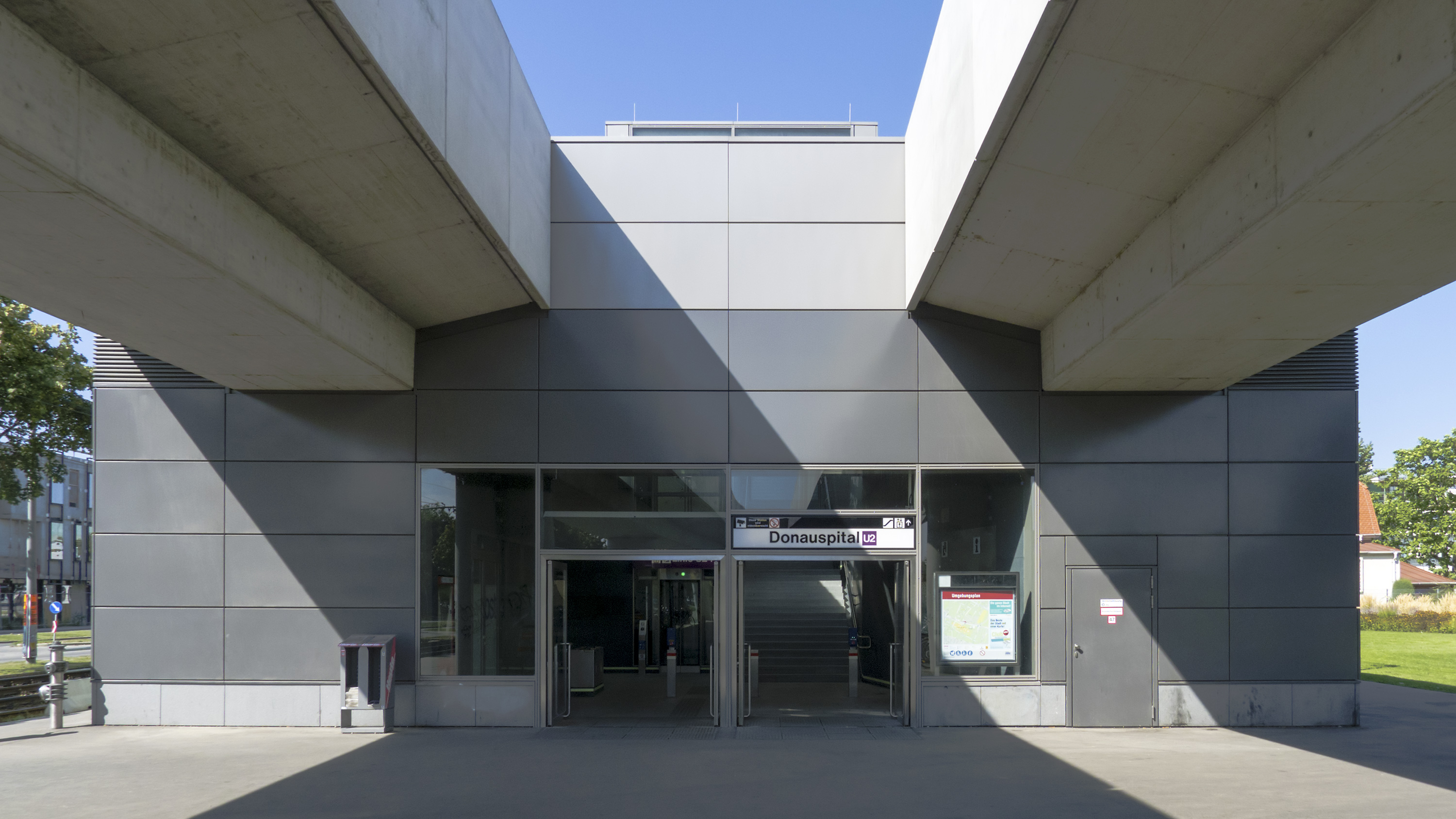

### Desserte
Donauspital est desservie par les rames de la ligne U2 du métro de Vienne.

Installations et desserte
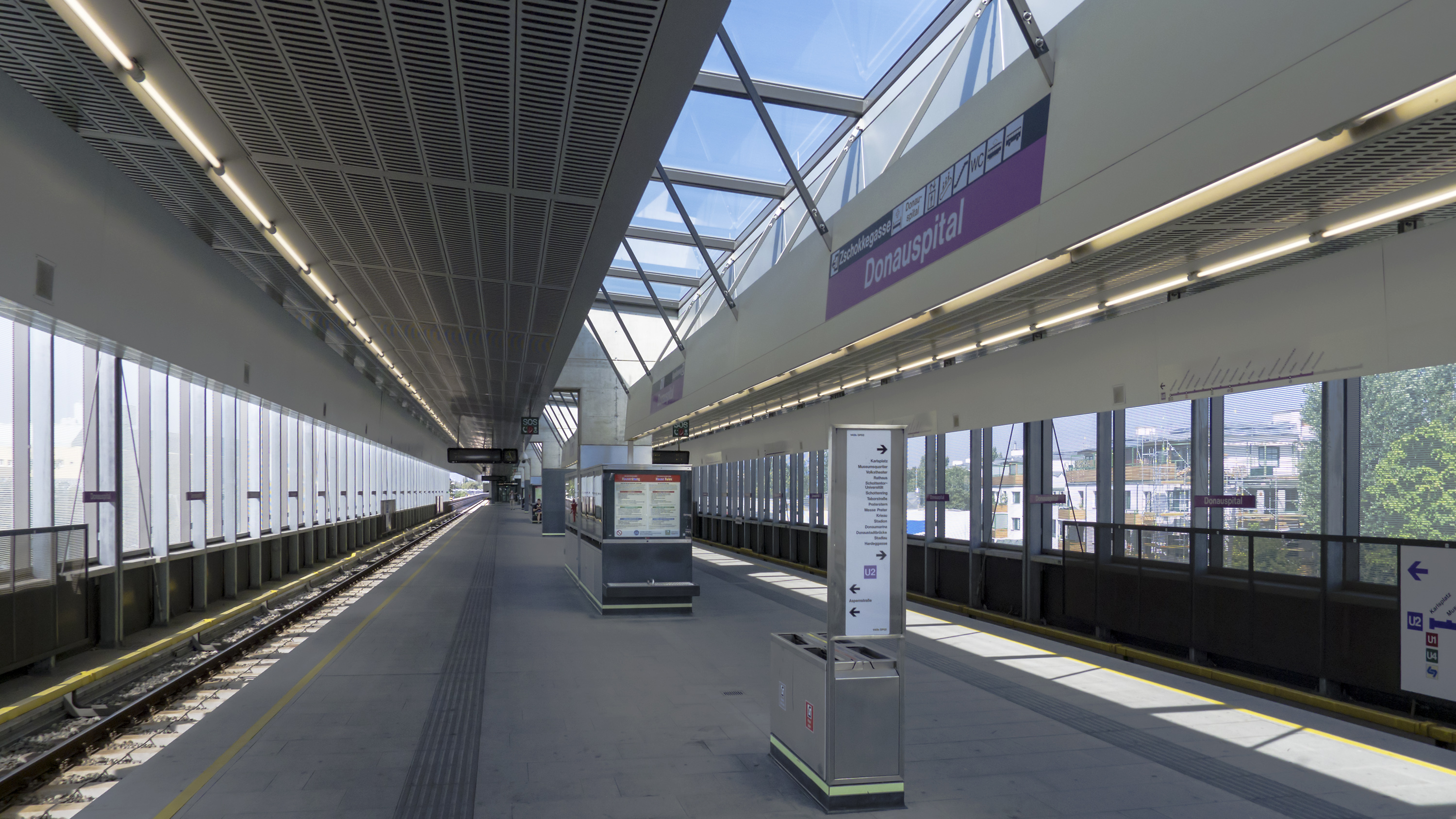
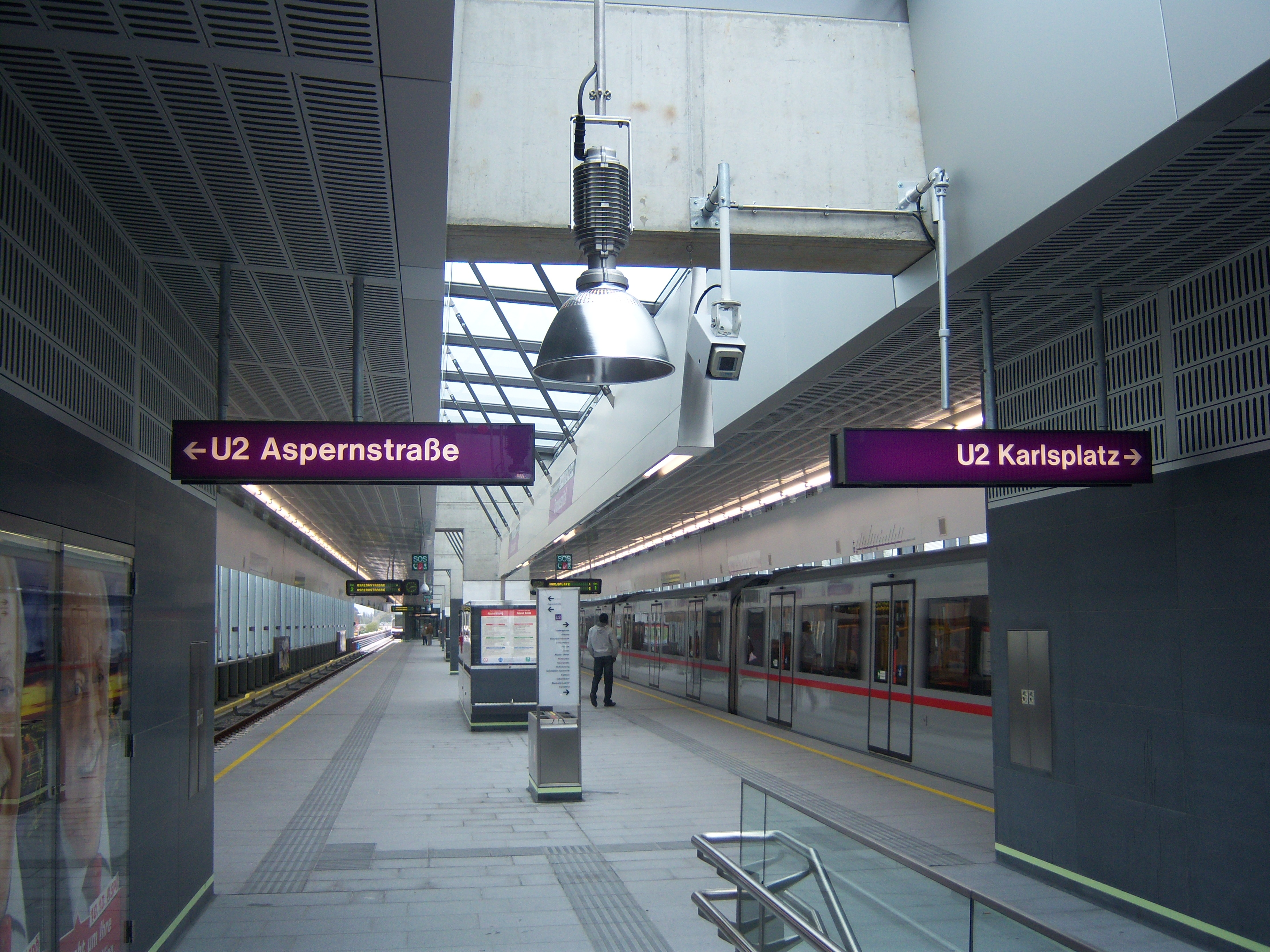
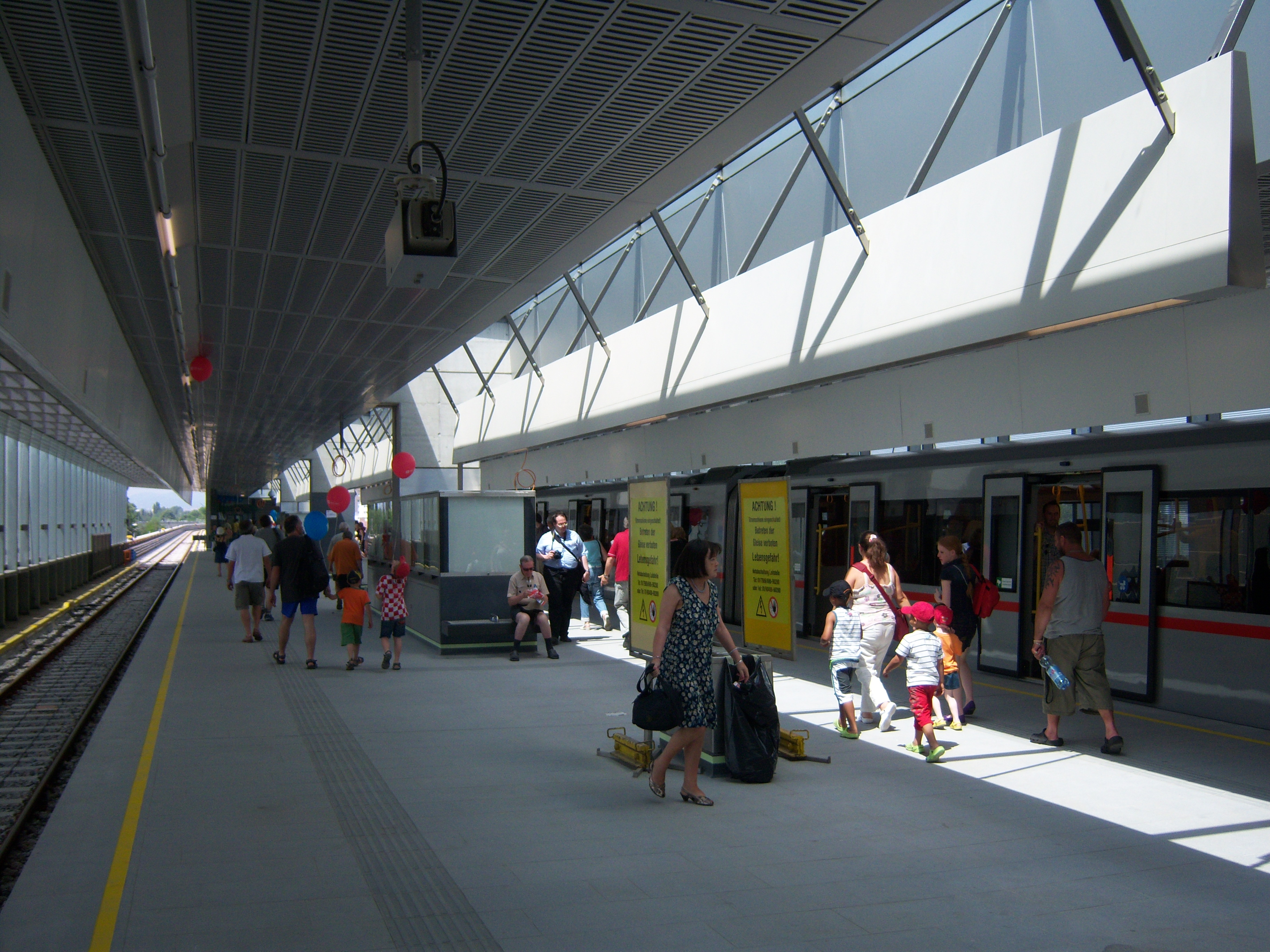

### Intermodalité
La station est en correspondance avec les rames de la ligne 25 du tramway de Vienne, par l'intermédiaire de plusieurs arrêts situés à proximité. Elle dispose également d'arrêts de bus desservis par les lignes 95A et N26.

Correspondance tramway
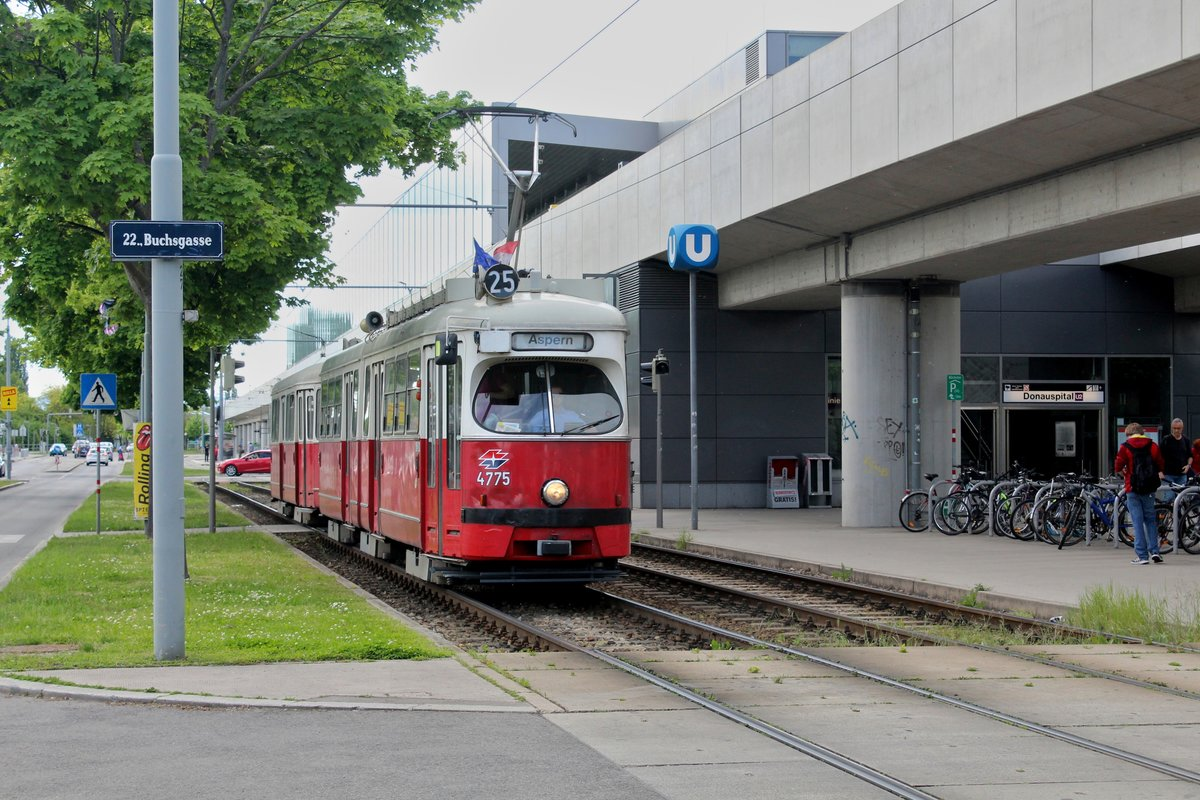
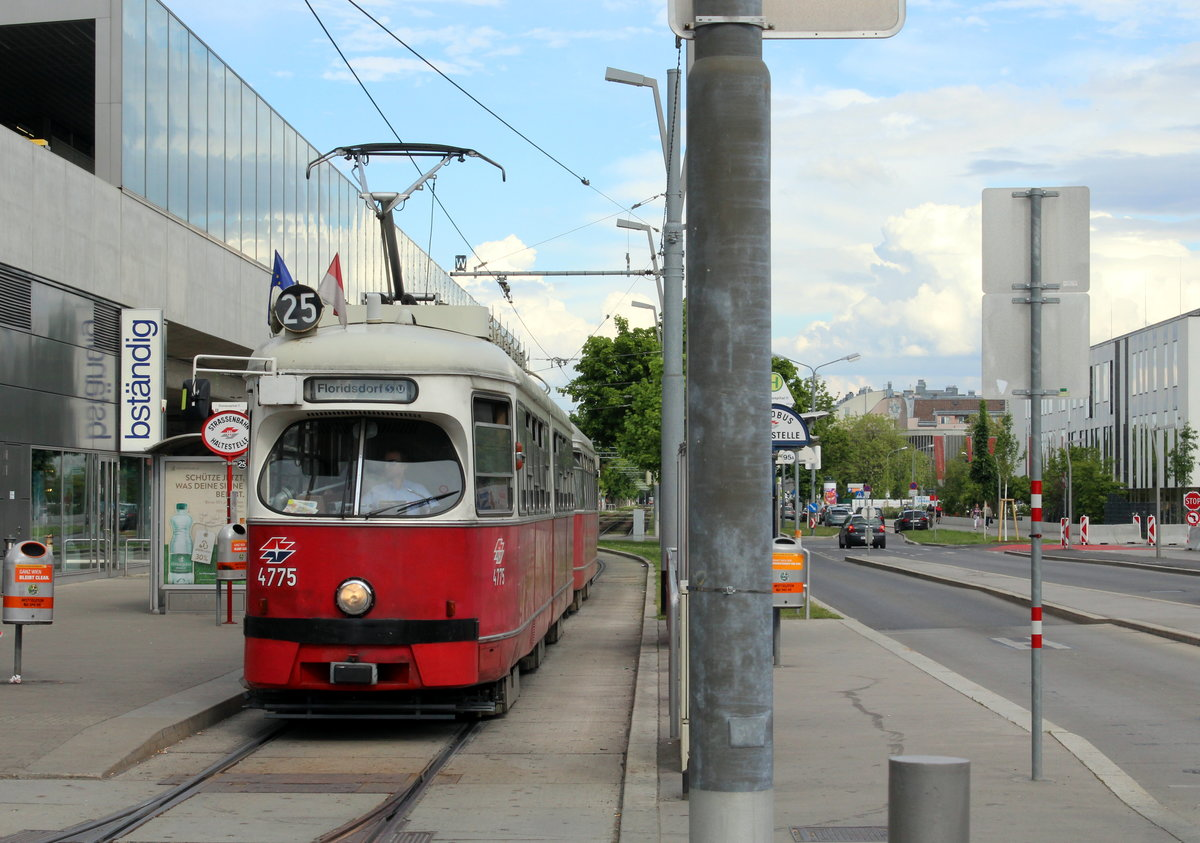
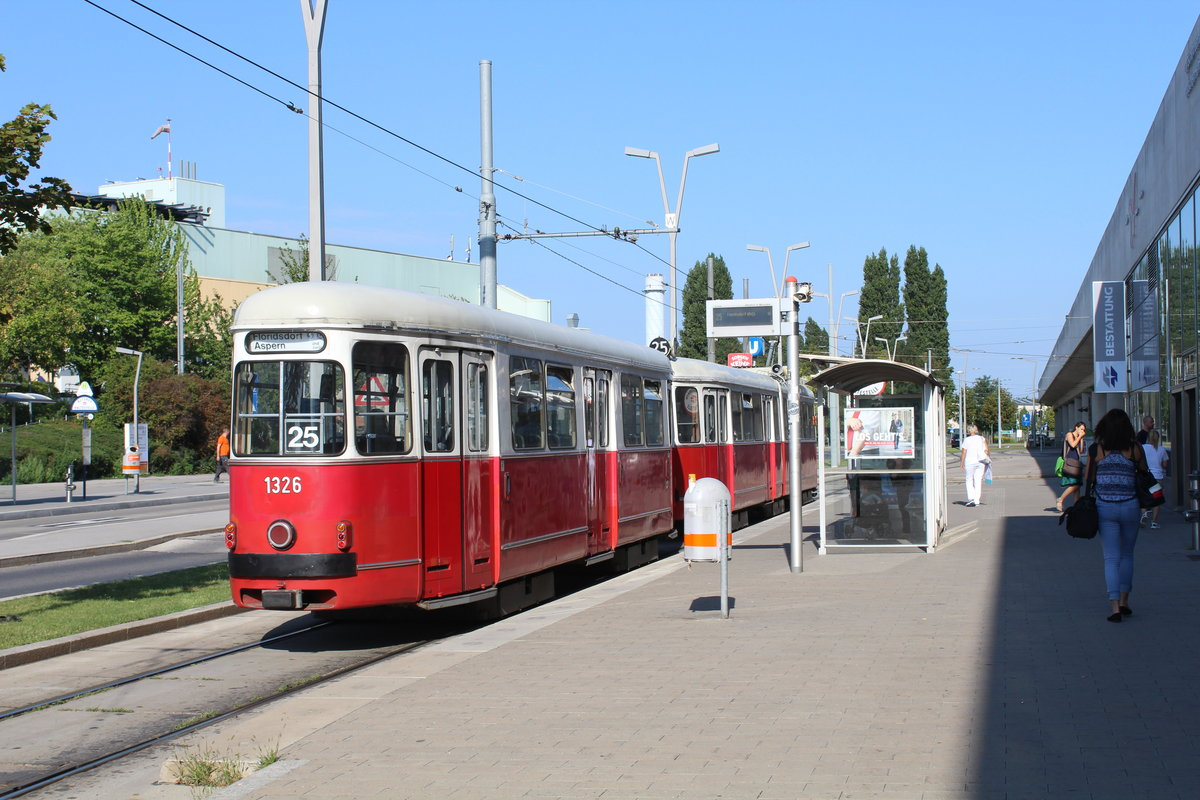

## À proximité
- Clinique Donaustadt (de) (par l'importance c'est le deuxième hôpital de Vienne)